# Ali Sajjad Szirazi
Ali Sajjad Szirazi (pers. ‏علی صیاد شیرازی‎, ur. 13 czerwca 1944 w Kabud Gonbad, zm. 10 kwietnia 1999 w Teheranie) – irański wojskowy, w latach 1981–1986 dowódca irańskich wojsk lądowych.

## Życiorys
Po ukończeniu szkoły wojskowej w 1967 rozpoczął służbę w armii irańskiej w stopniu porucznika. Służył w dywizji w Tebrizie, a następnie w dywizji pancernej Kermanszach. W 1974 kształcił się na kursach wojskowych w Stanach Zjednoczonych, w Fort Sill. Po powrocie do Iranu zaangażował się w działalność opozycyjną przeciwko rządowi szacha Mohammada Rezy Pahlawiego, co sprawiło, że został pozbawiony dotychczasowych stanowisk. Brał udział w demonstracjach przeciwko szachowi, przez co został zdegradowany, a w lutym 1979 aresztowany. Opuścił więzienie po zwycięstwie rewolucji islamskiej. 
Został następnie skierowany do Kurdystanu, gdzie stłumił powstanie irańskich Kurdów, dowodząc, obok wojsk regularnych, także niedawno utworzonymi oddziałami Strażników Rewolucji Islamskiej. Po tym wydarzeniu otrzymał awans na pułkownika i stanowisko szefa operacji na zachodnim froncie, a następnie dowódcy Armii Południowej. Z powodu sporu z pierwszym prezydentem Islamskiej Republiki Iranu Abol Hassanem Bani-Sadrem stracił stanowisko i został zdegradowany, jednak po tym, gdy Bani-Sadr został zmuszony do ustąpienia odzyskał dawną pozycję. 
Dzięki sukcesom, jakie odniósł Szirazi w walkach z Kurdami, ajatollah Ruhollah Chomejni postanowił mianować go dowódcą wojsk lądowych Iranu. Trwała już wówczas wojna z Irakiem, który zaatakował Iran w końcu września 1980. Szirazi mimo młodego wieku uzyskał wysokie stanowisko, gdyż jego oddanie sprawie rewolucji islamskiej nie budziło zastrzeżeń, zaś starszym oficerom służącym w armii przed 1979 rząd nie ufał. Szirazi dowodził wojskami irańskimi podczas zwycięskiej operacji Niezaprzeczalne Zwycięstwo w marcu 1982. Szirazi okazał się utalentowanym dowódcą; udało mu się również doprowadzić do poprawienia koordynacji działań między oddziałami armii irańskiej a siłami Korpusu Strażników Rewolucji Islamskiej. Następnie dowodził wojskami irańskimi podczas operacji Bajt al-Moghaddas, zakończonej odbiciem Chorramszahru. Po odniesionym zwycięstwie zapowiedział kontynuację wojny aż do całkowitego rozbicia sił irackich.
Ali Sajjad Szirazi stracił stanowisko po konflikcie z dowódcą Korpusu Strażników Mohsenem Rezajim w 1986. Powodem sporu była niezgoda co do kierunków dalszego prowadzenia wojny, jak również co do sensowności taktyki fali ludzkiej masowo stosowanej przez Strażników. Szirazi, który początkowo sam opowiadał się za stosowaniem fali ludzkiej, uważał, że przynosiła ona zbyt wielkie straty w ludziach. Ajatollah Chomejni zdymisjonował go wówczas z pełnionego stanowiska, powierzając mu co prawda funkcję jednego ze swoich doradców do spraw wojskowych, jednak de facto odsuwając go od procesu podejmowania decyzji związanych z wojną. W 1988 Szirazi dowodził operacją Mersad przeciwko wspieranym przez Irak Ludowym Mudżahedinom.
Został zamordowany w 1999 przed własnym domem w Teheranie. Do zorganizowania zamachu przyznali się Ludowi Mudżahedini.